# Galarinós
Galarinós (Galarinos) är en ort i Grekland.   Den ligger i prefekturen Chalkidike och regionen Mellersta Makedonien, i den nordöstra delen av landet, 280 km norr om huvudstaden Aten. Galarinós ligger 122 meter över havet och antalet invånare är 334.
Terrängen runt Galarinós är huvudsakligen kuperad. Galarinós ligger nere i en dal. Runt Galarinós är det glesbefolkat, med 16 invånare per kvadratkilometer. Närmaste större samhälle är Panórama, 19,1 km nordväst om Galarinós. == Kommentarer ==
1. ↑  Framräknat ur variansen i alla höjduppgifter (DEM 3") från Viewfinder Panoramas, inom 10 km radie.[2] Mer om algoritmen finns här: Användare:Lsjbot/Algoritmer.